# Recurso de apelação no processo penal brasileiro
Recurso de apelação no processo penal constitui a apelação na atualidade recurso ordinário por excelência, previsto na quase totalidade das legislações modernas, caracterizada por ampla devolução cognitiva ao órgão ad quem. É eficaz instrumento processual para a atuação do princípio do duplo grau de Jurisdição.
Consoante ensina GRINOVER (2001, p. 112) "Em face do extenso âmbito cognitivo do órgão recorrido, pode este reapreciar questões de fato e de direito, ainda que julgadas anteriormente, mormente em matéria processual penal onde o mais comum é não haver preclusão; pode também examinar questões ainda não analisadas pelo juiz, que estejam compreendidas na abrangência da impugnação."
Assim, o Juízo ad quem (Tribunal) exerce duas funções: funções rescisória e rescindente,  pois no julgamento da apelação haverá a substituição de uma sentença por outra. Entretanto, no caso de reconhecimento de uma nulidade não haverá função rescisória nem rescindente e sim a cassação da sentença nula, que foi objeto da apelação.
Nesse passo, da análise do artigo 593, chega-se à conclusão que a apelação é um recurso amplo pois permite a discussão de fatos e de direitos, tendo por isso um caráter genérico sendo cabível nas sentenças definitivas ou com forças de definitivas, bem como nas decisões do Júri, sendo, obrigatoriamente nesse caso, um recurso de fundamentação vinculada, conforme se verá a seguir.

## Cabimento da apelação
Cabe apelação contra:
1. Sentenças condenatórias;
2. Sentenças absolutórias;
3. Nos casos do artigo 593, II do CPP.

A apelação deve sempre ser endereçada ao juízo ad quem competente. Apesar de ser interposta em 1º grau, em face do juiz prolator da sentença, a apelação não permite, ao contrário do recurso em sentido estrito, o juízo de retratação, ou seja, a sua apreciação pelo prolator da decisão.

## Espécies
1. 1. Quanto à extensão do inconformismo: plena (totalidade do julgado) ou parcial (parte do julgado). Se não é identificada a parte impugnada presume-se que houve apelação plena.
  2. Quanto à forma procedimental: ordinária aquela cabível nos crimes punidos com reclusão, quando é seguido o rito do artigo 613 do CPP ou sumária: aquela cabível nos delitos puníveis com pena de detenção, em que há previsão de forma procedimental abreviada  (artigo 610 CPP)
  3. Principal da subsidiária ou supletiva: a primeira corresponde àquela interposta pelo Ministério Público, enquanto a segunda representa a formulada pelo ofendido, habilitado ou não como assistente, isto porque este exerce papel de auxiliar da acusação e só pode apelar quando o promotor de justiça deixe de fazê-lo do prazo legal (artigo 598 do CPP). O prazo é de 15 dias e este recurso não possui efeito suspensivo (art. 598, parágrafo único, do CPP).

## Requisitos de admissibilidade

### Decisões do juiz singular
É cabível apelação da decisão do juiz singular, nos casos do artigo 593, I e II, do CPP.
Inciso I - são aquelas que julgam a procedência ou improcedência da acusação, com a condenação ou absolvição do réu e que encerram o processo em 1º grau de jurisdição. São também conhecidas com definitivas stricto sensu  e estão prevista nos artigos 386 e 387 do CPP.
Atualmente, contra a sentença de impronúncia ou de absolvição sumária caberá apelação(art. 416, CPP, com redação dada pela Lei 11.689/2008).
Inciso II - duas espécies de decisões, as definitivas e as com força de definitivas. São consideradas definitivas lato sensu as decisões de mérito que encerram o processo. Contudo tais decisões são diferentes daquelas contidas no inciso I, pois não condenam ou absolvem o réu. Por exemplo, são consideradas definitivas lato sensu:
1. 1. A decisão que extingue a punibilidade (Ex.: A que concede o perdão judicial);
  2. As proferidas em Habeas Corpus ou revisão criminal, entre outras.

São consideradas decisões com força de definitivas aquelas que solucionam procedimentos e processos incidentais, as terminativas (que encerram o processo sem julgamento do mérito) e, ainda, como sucede com a Lei 9.099/95, as decisões que determinam de forma definitiva a suspensão condicional do processo.
Por fim, cabe lembrar que as decisões do juiz singular que não se enquadrem nos incisos I e II, não admitem apelação e, caso não sejam também objeto de recurso em sentido estrito serão, via de regra, irrecorríveis.

### Exceções
Há casos em que as decisões previstas nos incisos I e II do artigo 593, não são atacáveis por apelação, mas sim por recurso em sentido estrito. São exemplo dessas decisões:
a) a que rejeita denúncia ou queixa (artigo 581, I);
b) a que acolhe exceção de coisa julgada, de ilegitimidade de parte ou de litispendência (art. 581, III);
c) a de impronúncia (artigo 581, VI); (Revogado pela Lei 11.689/08);
d) a que extingue a punibilidade (artigo 581, IX).
Da mesma maneira o Código de Processo penal estatui que não poderá ser usado recurso em sentido estrito nas decisões em que seja cabível apelação. Nesses termos,  deve ser interposta apelação mesmo que a decisão seja, em outro momento processual que não o de decisão definitiva, guerreada por recurso em sentido estrito.
OBS é importante a leitura de doutrinas.

### Decisões doTribunal do Júri: aspectos gerais
Os veredictos representam a consagração da vontade popular e por isso nos países que adotam o sistema do tribunal do júri, eles são, via de regra, irrecorríveis. Entretanto, no Brasil admite-se o recurso de apelação da decisão do conselho de sentença, com a limitação do mesmo ter sua fundamentação vinculada às hipóteses legais do artigo 593, III e alíneas.
Dessa forma, cabe apelação nas seguintes situações:
III - das decisões do Tribunal do Júri, quando:
a) ocorrer nulidade posterior à pronúncia;
b) for a sentença do juiz-presidente contrária à lei expressa ou à decisão dos jurados;
c) houver erro ou injustiça no tocante à aplicação da pena ou da medida de segurança;
d) for a decisão dos jurados manifestamente contrária à prova dos autos.
O Tribunal de Justiça ou Tribunal Regional Federal não pode substituir a vontade dos jurados, que é soberana. Simplesmente pode anular e mandar ocorrer novo julgamento na hipótese da alínea "d". Quanto a aplicação da pena, o Tribunal pode corrigir a dosimetria fixada pelo juiz, sem qualquer violação a garantias constitucionais.
Ainda, as apelações do júri, por terem fundamentação vinculada, devem ser interpostas com base em determinada alínea, do art. 593, III, CPP. A parte também não pode interpor recurso com base em determinada alínea e nas razões do inconformismo fundamenta-se em dispositivo diverso. Portanto, de acordo com MIRABETE (2002, p. 632) " Os limites do inconformismo da parte devem ser fixados na petição ou termo do recurso. Ao apelar deve indicar no pedido sua fundamentação ou o dispositivo legal em que se apoia, que não pode ser modificado nas razões, salvo se ainda estiveram dentro do quinquídio legal". Assim, nada impediria à parte, ainda no prazo legal de 5 dias, acrescentar ou modificar as matérias impugnadas e o dispositivo escolhido para fundamentar o recurso.